# CD19

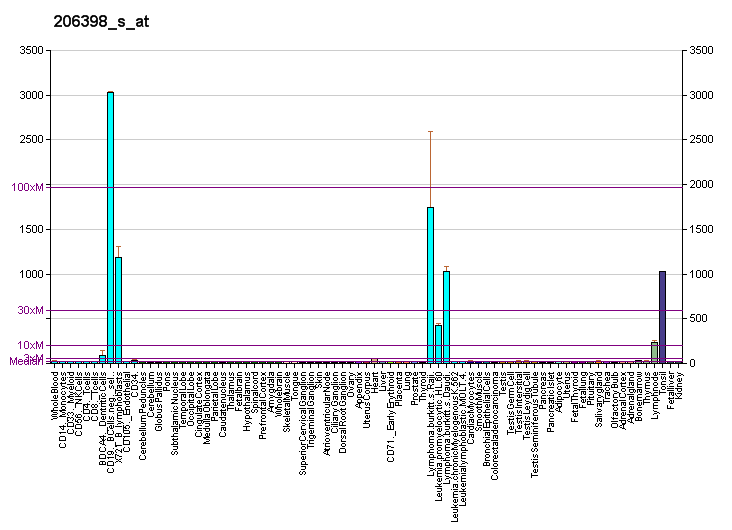
graf exprese genu CD19

CD19 (cluster of differentiation 19) je membránový protein, kódovaný genem Cd19, který je exprimován na B lymfocytech již od raných fází jejich vývoje. Je důležitý pro aktivaci signalizačních drah po navázání antigenu na B-buněčný receptor (B-cell receptor – BCR) dané buňky, a podporuje tak jejich aktivaci a proliferaci. Protože si B lymfocyty uchovávají jeho expresi po celý život, a to i v případě jejich nádorové transformace, bývá CD19 častým cílem imunoterapií B-buněčných lymfomů a leukémií.

## Struktura a exprese
CD19 je transmembránový glykoprotein o velikosti  95 kDa, který se nachází na povrchu B lymfocytů. Má poměrně krátkou extracelulární část, na které se nachází strukturní motiv tvořený dvěma imunoglobulinovými doménami. Intracelulární část proteinu je delší, vysoce konzervovaná, a obsahuje devět tyrosinových (Tyr) zbytků. Fosforylace tří z těchto zbytků (Y391, Y482, Y513) pomocí kináz má funkční roli během aktivace B lymfocytů. Tyto fosforylované Tyr poté poskytují vazebná místa pro další proteiny, které se účastní intracelulární signalizace, např. Vav nebo PI3K.
Exprese CD19 je typická pro B buňky, včetně většiny těch, u kterých došlo k nádorové transformaci. Kvůli jeho téměř univerzální expresi je to nejčastěji využívaný marker B buněk v laboratorní a klinické praxi. Jeho exprese bývá zahájena již během raného vývoje B lymfocytů, v období V(D)J rekombinace, a je aktivována transkripčním faktorem Pax5. U myší s delecí Pax5 dochází k zastavení vývoje ve stádiu pro-B buňky.

## Funkce
Hlavní role CD19 spočívá v zesilování intracelulárního signálu při vazbě antigenu na B-buněčný receptor. Spolu s dalšími molekulami (CD21, CD81) funguje jako tzv. B-buněčný koreceptor, který v membráně přechodně interaguje s B-buněčným receptorem, a může spolu s ním vázat antigen. Protein CD21 specificky slouží jako komplementový receptor – váže C3d fragment komplementu, který vzniká štěpením molekuly C3 na povrchu patogenních mikroorganismů. Pokud B lymfocyt specificky váže antigen pomocí svého receptoru, a zároveň váže pomocí CD21 fragment komplementu, dostane daná buňka silnější signál, než při vazbě pouze skrze B-buněčný receptor.
Extracelulární doména proteinu CD19 je při této signalizaci fosforylována pomocí tyrosinových kináz z rodiny Src, a její fosforylované tyrosinové zbytky mohou sloužit k vazbě dalších signalizačních proteinů, např. další kinázy z rodiny Src, které posilují B-receptorovou signalizaci. Mezi další proteiny rekrutované na membránu patří např. kináza PI3K, která se váže pomocí dvou SH2 domén na fosforylované Tyr proteinu CD19, a tím se aktivuje. PI3K stojí na začátku PI3K/Akt/GSK3β signální dráhy, která je důležitá pro podporu proliferace a modulaci buněčného metabolismu.

## Klinický význam
Již delší dobu je známo, že myši, které mají deletované obě kopie CD19, mají silně narušenou imunitní odpověď proti T-dependentním antigenům. U těchto myší je také pozorována snížená hladina B buněk v B1 fázi vývoje, což značí, že CD19 je nejen marker časných B buněk, ale má během jejich vývoje i funkční roli.
Zárodečné mutace v CD19 mohou vést k narušenému vývoji B lymfocytů, a také k vytvoření menšího počtu zárodečných center při vystavení antigenu. B buňky těchto jedinců tak mají omezenou schopnost provádět afinitní maturaci a izotypový přesmyk – procesy, které vedou k produkci vysokoafinitních protilátek. Navenek se tyto mutace mohou projevit jako imunodeficience. Dochází zde zejména ke snížení hladin protilátek izotypu IgG, a lidé i myši s touto mutací jsou více náchylní k infekcím.
Pro většinu B-buněčných nádorů je typické, že exprimují nadměrné množství CD19. To může být způsobeno mutacemi v CD19, které zvyšují jeho stabilitu, nebo např. zvýšenou expresí transkripčního faktoru Pax5. Při zvýšených hladinách CD19 dochází k posílení signálních drah, které u B lymfocytů podporují proliferaci, což při přítomnosti dalších onkogenních mutací podporuje růst nádoru.
U pacientů s B-buněčnými lymfomy je jasná negativní korelace mezi hladinou exprese CD19 a prognózou. To dělá z CD19 atraktivní cíl pro imunologické léčebné postupy nádorových onemocnění. Mezi ně patří využití modifikovaných anti-CD19 monoklonálních protilátek, které zaznamenalo úspěchy při léčbě B-buněčných leukémií i lymfomů. Monoklonální protilátky jsou schopné specificky cílit na buňky exprimující CD19, a označit je tak pro destrukci NK buňkami nebo cytotoxickými T lymfocyty. Další možností je také využití CAR T terapie, která využívá geneticky modifikovaných T lymfocytů samotného pacienta k zacílení určité molekuly (v tomto případě CD19) na povrchu rakovinných buněk. Tento přístup se využívá zejména u pacientů, u kterých se neosvědčily standardní léčebné metody, jako je chemoterapie.